# Larbaâ (Blida)
Pour les articles homonymes, voir Larbaâ.
Larbâa ou l'Arbâa (en arabe : الأربعاء, connue aussi sous le nom : Larbaa Bni Moussa, en tifinagh : ⵍⴰⵔⴻⴱⵄⴰ ⵏ ⴰⵢⵜ ⵎⵓⵙⴰ) est une commune de la wilaya de Blida, en Algérie.

## Géographie

### Localisation
La commune de Larbâa est située au nord-est de la wilaya de Blida. Son chef-lieu est situé à 25 km au sud-est d'Alger et à 34 km au nord-est de Blida et à 60 km au nord-est de Médéa.
| Sidi Moussa (wilaya d'Alger) | Les Eucalyptus (wilaya d'Alger) | Meftah   |
| Ouled Slama                  | Larbaa                          | Djebabra |
| Ouled Slama                  | Ouled Slama                     | Souhane  |

### Relief et hydrologie
Larbaa est située au cœur de la Mitidja.

### Localités de la commune
Lors du découpage administratif de 1984, la commune de Larbaa est constituée à partir des localités suivantes :
- Araïbia
- Belaouadi
- Ben Hassen
- Ben Semane
- Bendali Ali
- Beni Aïssi
- Beni Kaz
- Beni Millal
- Beni zermane
- Benouar Louz
- Bohane Tahta El Fouaca
- Bouchtab
- Boukandoura
- Boumalat
- Chaouch
- Cheraga
- Cheurfa
- El Euldj
- Larbâa (chef-lieu)
- Medjadji
- Moulhani
- Rachedi
- Sahraoui
- Sidi Ali
- Tabarante
- Talaoulmène
- Tanout
- Zmaïtia

## Histoire
La majorité de la population de Larbâa, Ouled Slama et de Bougara est issue des Amazighs de l'Atlas blidéen de la confédération des Aït Moussa. À l'instar des autres confédérations voisines, les Aït Moussa sont des Sanhadjas qui se sont zénétisés avec le temps comme leur parler ; le tamazight de l'Atlas blidéen.
Avant la colonisation française, cette région portait le nom de Sidi Nacer, en référence au saint patron de la région: Sidi Nacer.
À partir de 1830 et le début de la colonisation française de l'Algérie, les premiers colons faisaient leur entrée dans la région à partir de 1831, pour créer en 1849 un centre de colonisation. Larbaa est érigée en commune de plein exercice en 1856, attachée au département d'Alger et sous la dénomination de l'Arba ou l'Arbah. Certaines sources affirment que le nom de l'Arba est tiré de son ancien nom Merabâa.
Après l'indépendance de l'Algérie, la commune porte le nom de Larbâa ou l'Arbâa (certains la nomment l'Arbâa Beni Moussa) et se voit rattachée administrativement à la Wilaya d'Alger, jusqu'au découpage de 1974 et à son rattachement à la Wilaya de Blida, nouvellement créée.

## Économie
Larbâa est une ville avant tout agricole. Un marché pour voiture est organisé chaque samedi et un autre marché pour le bétail, ce dernier étant organisé chaque vendredi.
Elle est traversée par la RN 29 et la RN 8, faisant d'elle un passage obligé pour la traversée vers les hauts plateaux, puis vers le sud pour de nombreux voyageurs. D'ailleurs, plusieurs restaurateurs venus des quatre coins d'Algérie se sont installés juste à l'entrée sud de la ville ; on peut y trouver des grillades et autres.

### Sports
Le RCA est le club de football de la ville de l'Arbâa aux couleurs bleu et blanc, fondé en 1941.

## Personnalités liées à Larbaâ
- Djamel Amani, ex-footballeur international, champion d'Afrique en 1990, avec l'équipe nationale
- Zahra Bouskine, poète et journaliste
- Idriss Bouskine, romancier écrivain et journaliste
- Ammar Meriech, poète et journaliste
- Lyes Bouyakoub, judoka Champion d'Afrique
- Tarak o norredine RHB